# 数値解析シンポジウム
数値解析シンポジウム (NAS) は毎年日本国内で開催される数値解析の研究集会 (合宿形式) である（旧称は「数値解析研究会」）。ポスター発表セッションと口頭講演セッションからなる。日本応用数理学会と共催している。参加者は国内各地の大学教員およびその学生が中心である。

## 主要なテーマ
NASでは主に以下のテーマを扱っている。
- 数値線形代数 (en)
- 高性能計算 (HPC)
- 任意精度演算 (多倍長演算)
- 数値積分
- 求根アルゴリズム
- PDE/ODEの数値解法
- 計算幾何学
- 精度保証付き数値計算
- 暗号理論
- 数値流体力学

## 招待講演・特別講演
例年はポスター発表セッションと口頭講演セッションを行うが、年によっては招待講演・特別講演を実施することがある。例えば2017年は森正武を偲ぶ講演が行われ、二重指数関数型数値積分公式などについての解説が行われた。

## 開催履歴
- 前略
- 第29回数値解析シンポジウム(NAS2000)
- 第30回数値解析シンポジウム(NAS2001)
- 第31回数値解析シンポジウム(NAS2002)
- 第32回数値解析シンポジウム(NAS2003)
- 第33回数値解析シンポジウム(NAS2004)
- 第34回数値解析シンポジウム(NAS2005)
- 第35回数値解析シンポジウム(NAS2006)
- 第36回数値解析シンポジウム(NAS2007)
- 第37回数値解析シンポジウム(NAS2008)
- 第38回数値解析シンポジウム(NAS2009)
- 第39回数値解析シンポジウム(NAS2010)
- 第40回数値解析シンポジウム(NAS2011)
- 第41回数値解析シンポジウム(NAS2012)
- 第42回数値解析シンポジウム(NAS2013)
- 第43回数値解析シンポジウム(NAS2014)
- 第44回数値解析シンポジウム(NAS2015)
- 第45回数値解析シンポジウム(NAS2016)
- 第46回数値解析シンポジウム(NAS2017)
- 第47回数値解析シンポジウム(NAS2018)
- 第48回数値解析シンポジウム(NAS2019)
- 2020年、2021年、2022年は新型コロナ禍により開催されず。
- 第49回数値解析シンポジウム(NAS2023)
- 第50回数値解析シンポジウム(NAS2024)